# Oostvaardersplassen
Pour les articles homonymes, voir OVP.

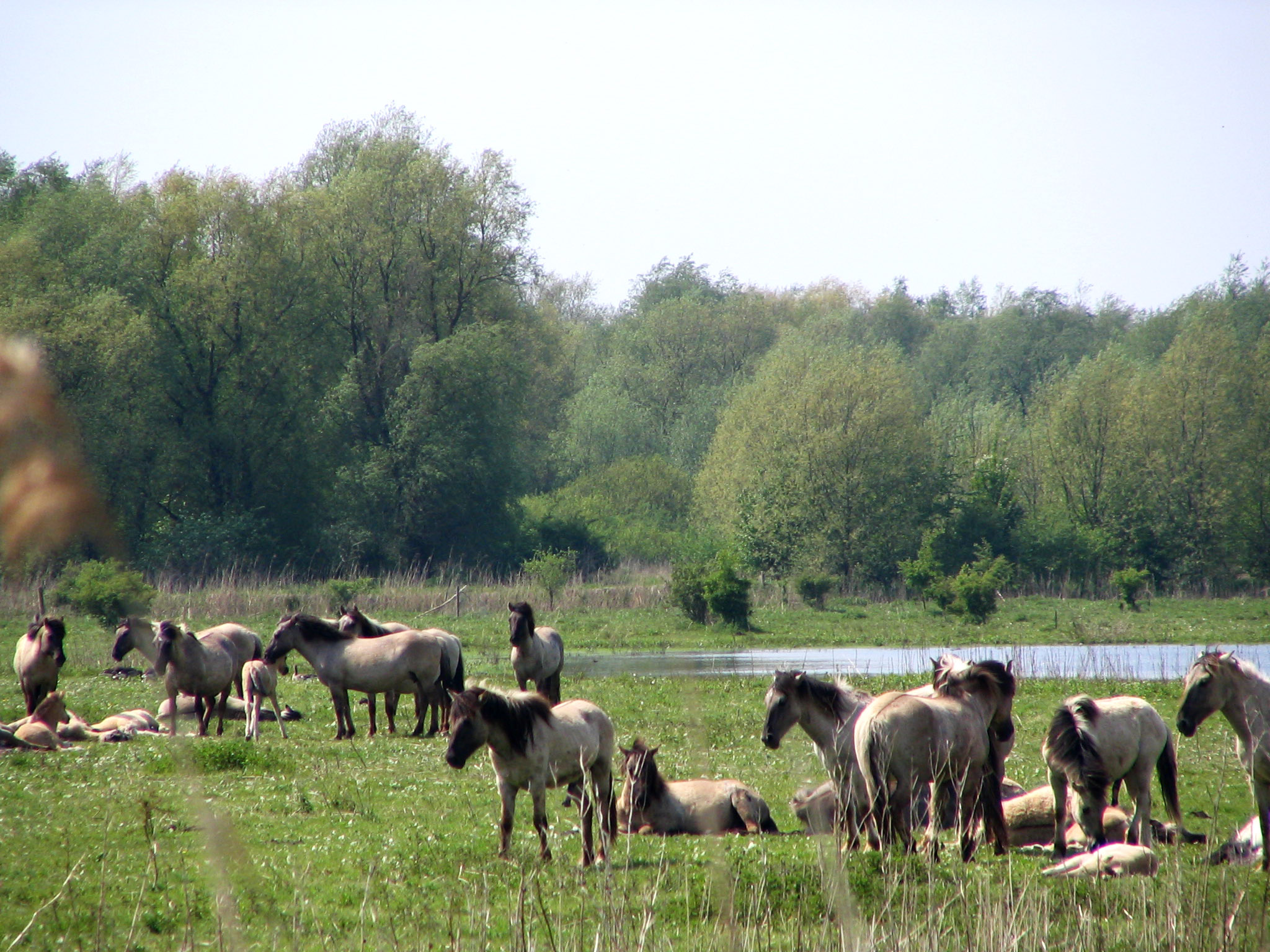
Les chevaux entretiennent les milieux ouverts de la réserve.

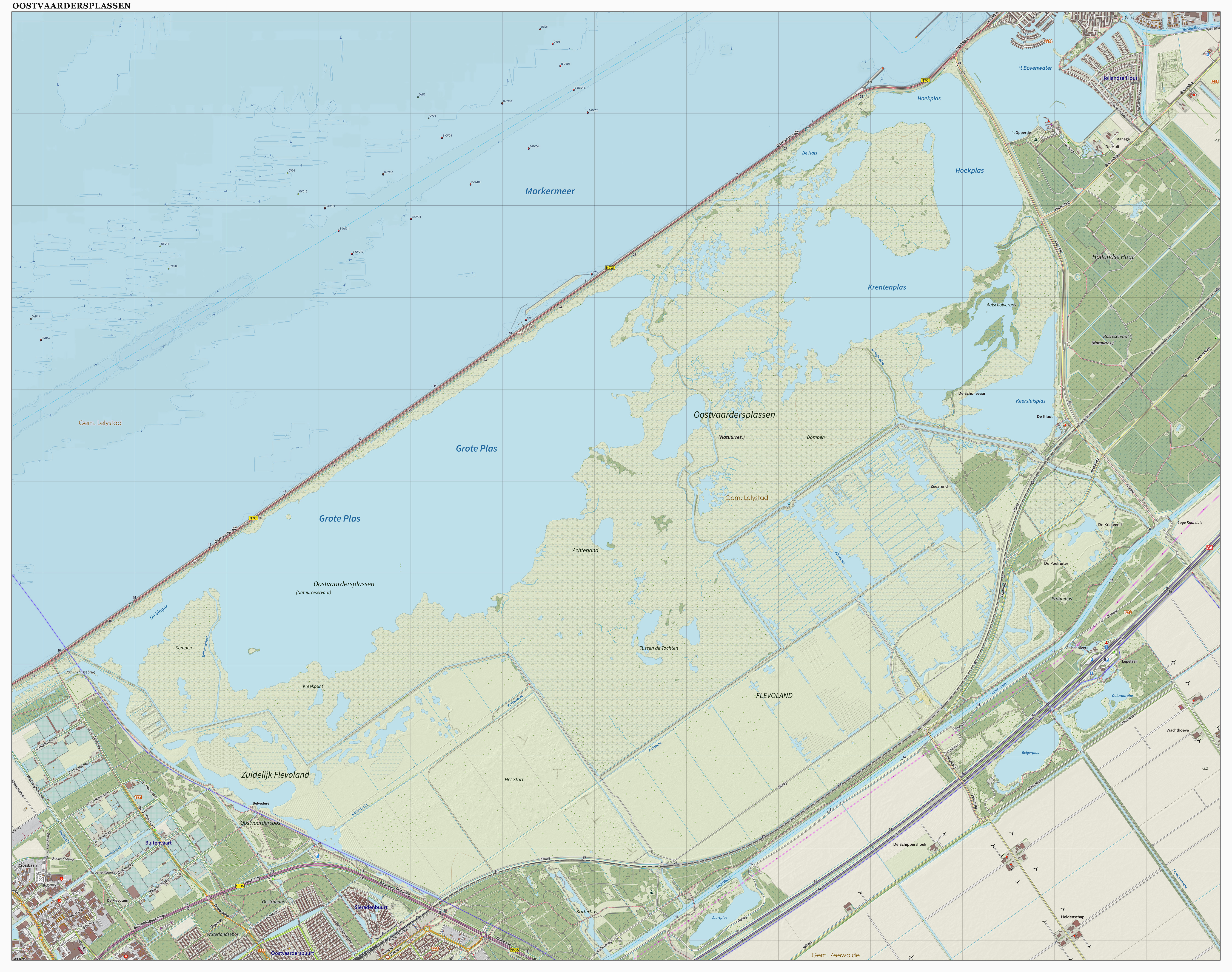
Plan de l'Oostvaardersplassen (mars 2014).

Oostvaarderplassen ou OVP est une réserve naturelle des Pays-Bas. En dépit de son jeune âge (le polder sur lequel a été établie la réserve n'existe que depuis 1968), elle a une importance internationale en tant que zone humide européenne. Il s'agit d'une réserve close d'environ 6 000 hectares. Le site est protégé en tant que site Ramsar depuis 1989.
Oostvaardersplassen peut être divisé en deux secteurs : un sec et un humide. 

## Histoire
À la création du Flevoland, les Oostvaardersplassen devaient originellement être destinées à l'industrie, mais un écosystème de zone humide s'y est spontanément mis en place. L'écologiste Frans Vera décide d'en faire une réserve correspondant à ce qu'était l'Europe avant l'agriculture. Il y introduit 34 aurochs de heck en 1983, 20 koniks l'année suivante, et 44 cerfs élaphes quelques années après.

## Faune
Dans le secteur humide, le long du lac Markermeer, il y a de grandes roselières, où les oies sauvages viennent souvent s'alimenter. La réserve est principalement connue pour ses mammifères et ses oiseaux ; ce secteur étant devenu un refuge pour de nombreuses espèces dont le cormoran, le héron blanc, l'aigle pêcheur ou Pygargue à queue blanche, la grande aigrette (Ardea alba), la Spatule blanche (Platalea leucorodia), le Butor étoilé (Botaurus stellaris, espèce devenue rare et très menacée).
Le secteur sec était à l'origine une pépinière produisant des saules. Dès la première année d'établissement de la réserve, des centaines de plants par mètre carré se sont développés, faisant craindre le développement rapide d'une saulaie dense c'est-à-dire « fermée » sur la nouvelle réserve, réduisant la valeur de l'habitat pour les oiseaux aquatiques. 

Pour éviter ceci, les directeurs du parc y ont introduit ou réintroduits un certain nombre de grands herbivores, pour maintenir le secteur le plus ouvert possible : sont donc présents des konik (parfois présentés comme des Tarpans reconstitués), des chevreuils (Capreolus capreolus), des cerfs et des aurochs de Heck. Ces grands herbivores sont maintenus en liberté toute l'année, sans alimentation supplémentaire ni soins spécifiques. La réserve étant fermée, en cas de nourriture insuffisante, ils meurent de faim. 3 000 grands herbivores sont ainsi morts durant l'hiver 2017-2018. Les cadavres des grands herbivores morts sont laissés aux charognards et nécrophages locaux (sauf bovins et chevaux conformément à la législation), ce qui est rare dans les réserves naturelles (ils sont nettoyés et réduits à l'état d'ossements en une douzaine de jours environ). Les animaux blessés et souffrants peuvent cependant être abattus par un vétérinaire de la réserve.
Face aux protestations, les deux tiers de la population de cerfs rouges, environ 1 000 têtes, doivent être abattus préventivement à l'automne 2018. Un procès oppose alors les responsables du parc, qui s'opposent aux abattages, et les autorités provinciales. Ces dernières mettent en avant que le surpâturage conduit à une diminution importante de la population d'oiseaux et une disparition de certaines espèces en son sein. Alors que la présence de prédateurs est essentielle au bon fonctionnement d'un écosystème, OVP est trop petit pour permettre la réintroduction des loups. Les grands herbivores prolifèrent donc, et transforment les lieux en une prairie monotone. 
En septembre 2020, le conseil d'État donne raison à la province de Flevoland, et autorise la poursuite des abattages.
Certaines personnes, choquées, sont venues jeter du foin par-dessus les clôtures pour nourrir les animaux, malgré l'interdiction. Frans Vera, à l'origine de la réserve, précise cependant : « La famine est le facteur déterminant. C’est un processus fondamental de la nature ».
En octobre 2018, la province du Flevoland décide de transformer en marais, et donc de baisser le niveau, des étendues d'eau. Pour cela, les poissons doivent être transférés dans le Markermeer en octobre 2019. Cependant, les étés chauds de 2018 et 2019 ainsi que la mauvaise gestion provinciale conduisent à une baisse trop rapide du niveau de l'eau, donc du taux d'oxygène et de nourriture. Cela cause la mort de la quasi-totalité des 60 000 poissons.

## Justifications écologiques de la présence de grands mammifères
Les écologues pensent que l'écosystème qui se forme sous l'influence des grands herbivores ressemble à ceux qui existaient sur les berges des rivières et des deltas de fleuves européens avant leur perturbation par les humains.
Avant qu'ils aient disparu de la zone, les grands herbivores de la région comprenaient des cerfs élaphes, des élans (connus sous le nom d'orignaux en Amérique du Nord), des aurochs, des chevaux (peut-être des tarpans, un cheval sauvage aujourd'hui disparu) et des bisons européens. 
Puisque les tarpans et les aurochs se sont totalement éteints dans la nature, des chevaux de race Konik (Tarpans reconstitués) et des aurochs-reconstitués ont été introduits, et agissent en tant qu'équivalent fonctionnels, occupant une place écologique similaire. Seuls manquent comme grands herbivores originels l'élan, et le Bison d'Europe. Il est peu probable que les élans soient introduits, mais il est possible que le bison d'Europe le soit, car il remplit un rôle écologique différent de celui des aurochs-reconstitués.
Selon une étude de l'Université de Groningue, laisser les cadavres d'animaux se révèle bénéfique : à court terme, les insectes et arthropodes se révèlent plus nombreux sur les carcasses, et à long terme les plantes alentour sont plus hautes, conduisant à plus d'invertébrés, et plus de prédateurs d'invertébrés.

## Développements futurs
À bien des égards l'Oostvaardersplassen est une zone isolée, sans véritable corridors vers d'autres réserves naturelles.
Le corridor avec le Lepelaarplassen devrait être amélioré.
Le corridor d'Oostvaarders est un projet de liaison avec le Horsterwold voisin ce qui donnerait naissance à l'Oostvaardersland, faisant partie de Natura 2000, il aurait dû être achevé en 2015 et faisant une superficie totale de 150 km2. Cela permettrait aux animaux sauvages de se déplacer vers l'Allemagne et la France. Mais ce projet stagne et tarde à se réaliser, l'état a du mal à racheter les terres nécessaires.

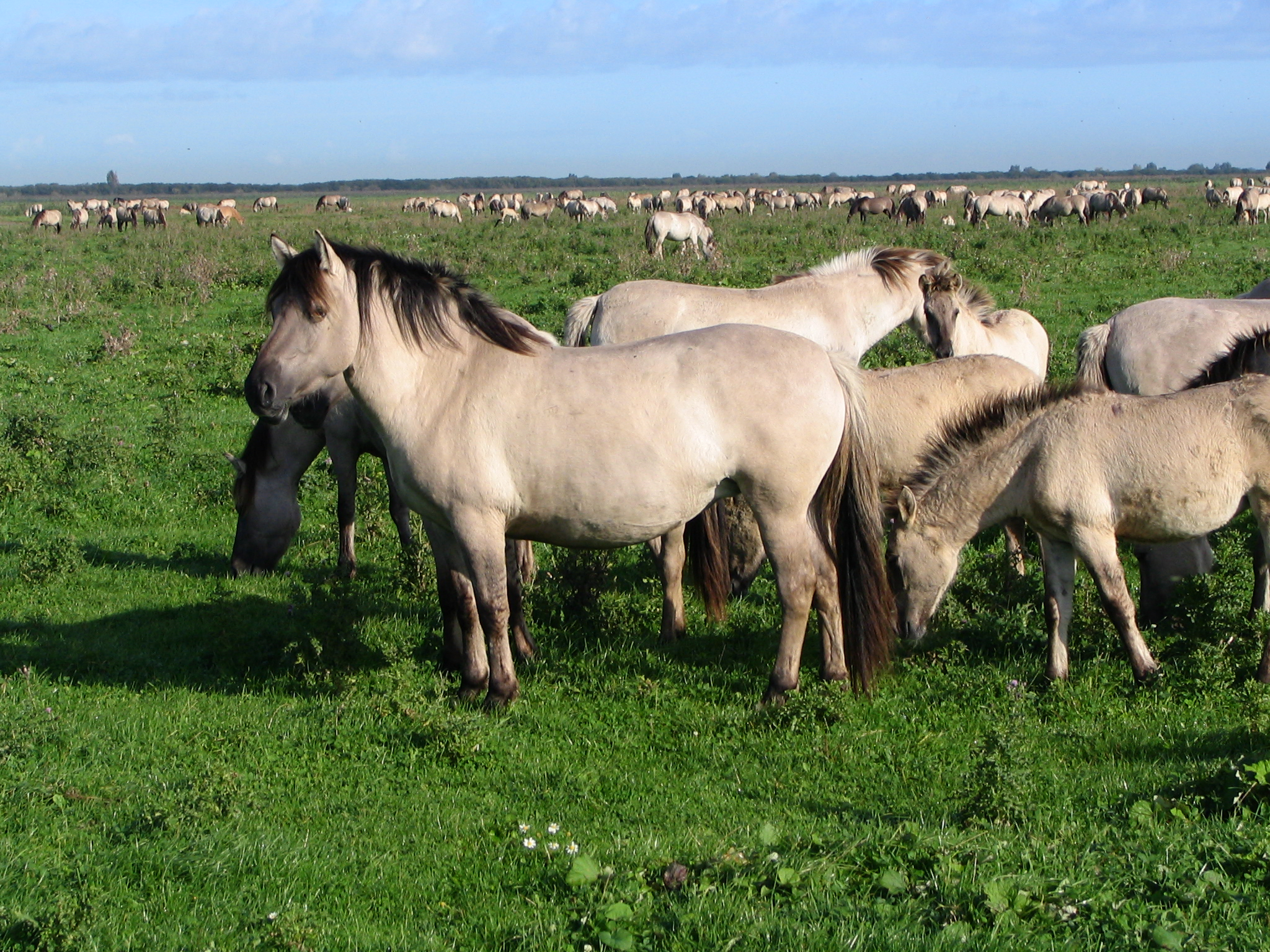
Des Konik (Tarpans « reconstitués »).
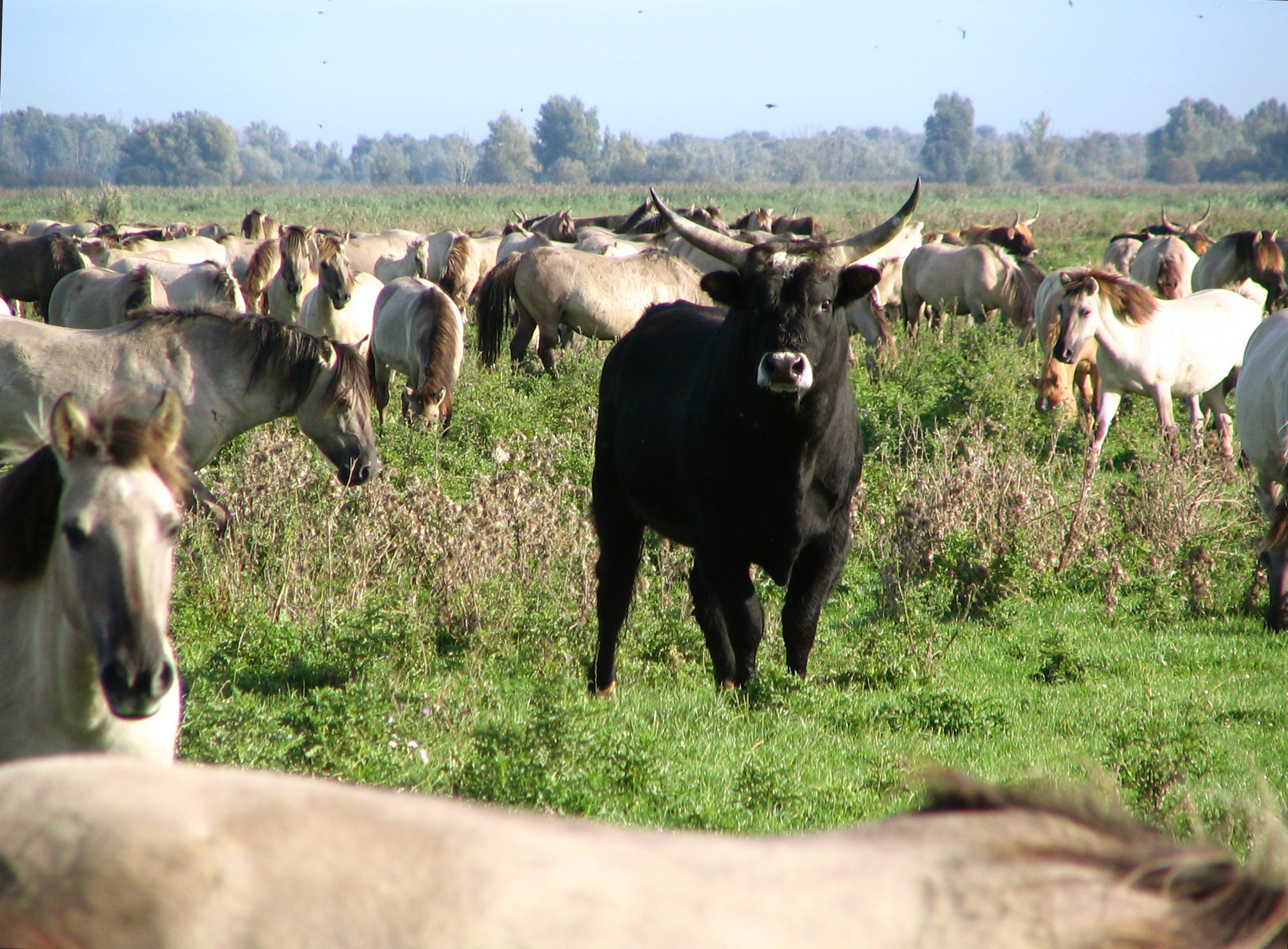
Un taureau de Heck au milieu d'un groupe de Konik.
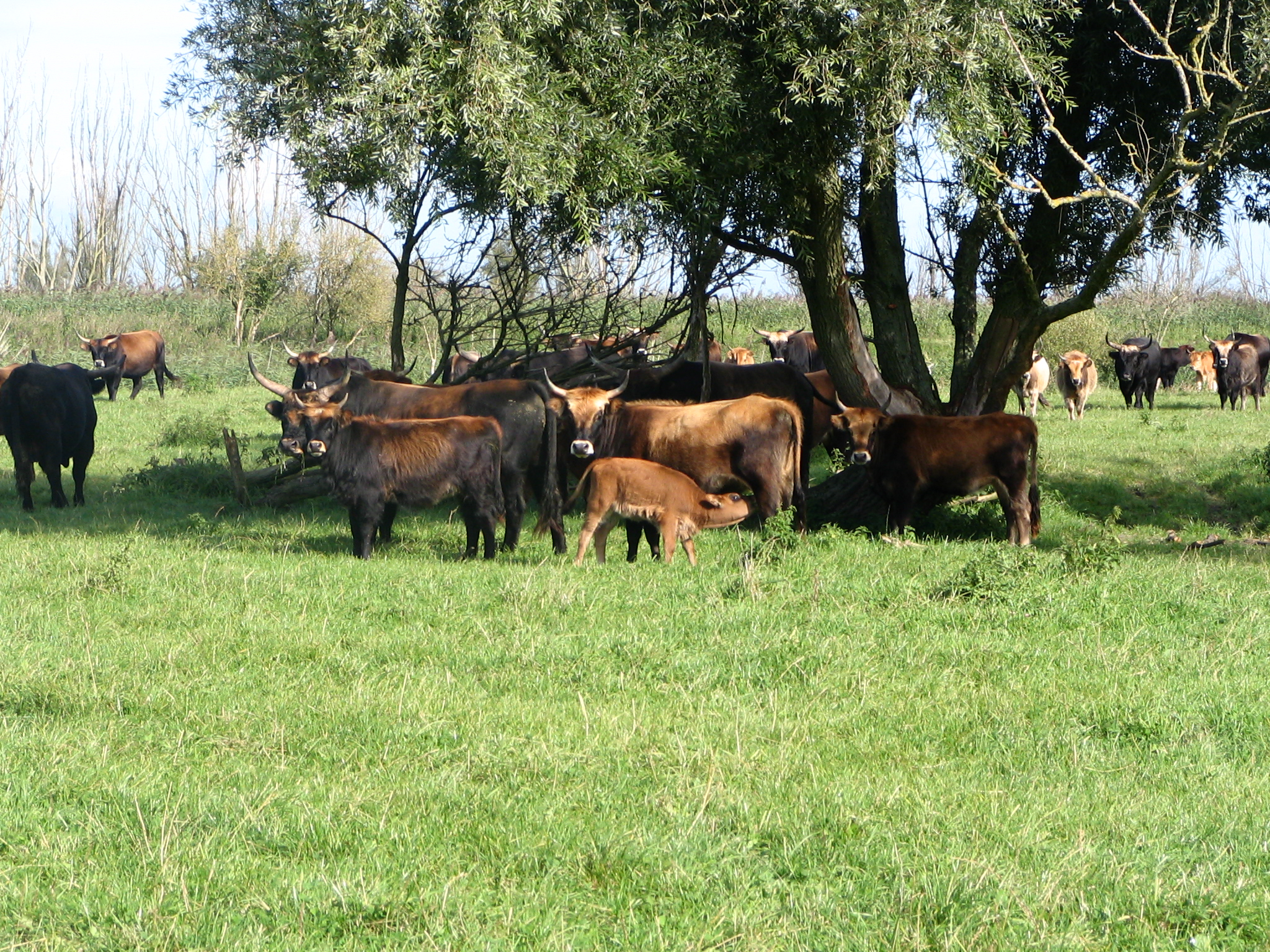
Des aurochs de Heck.
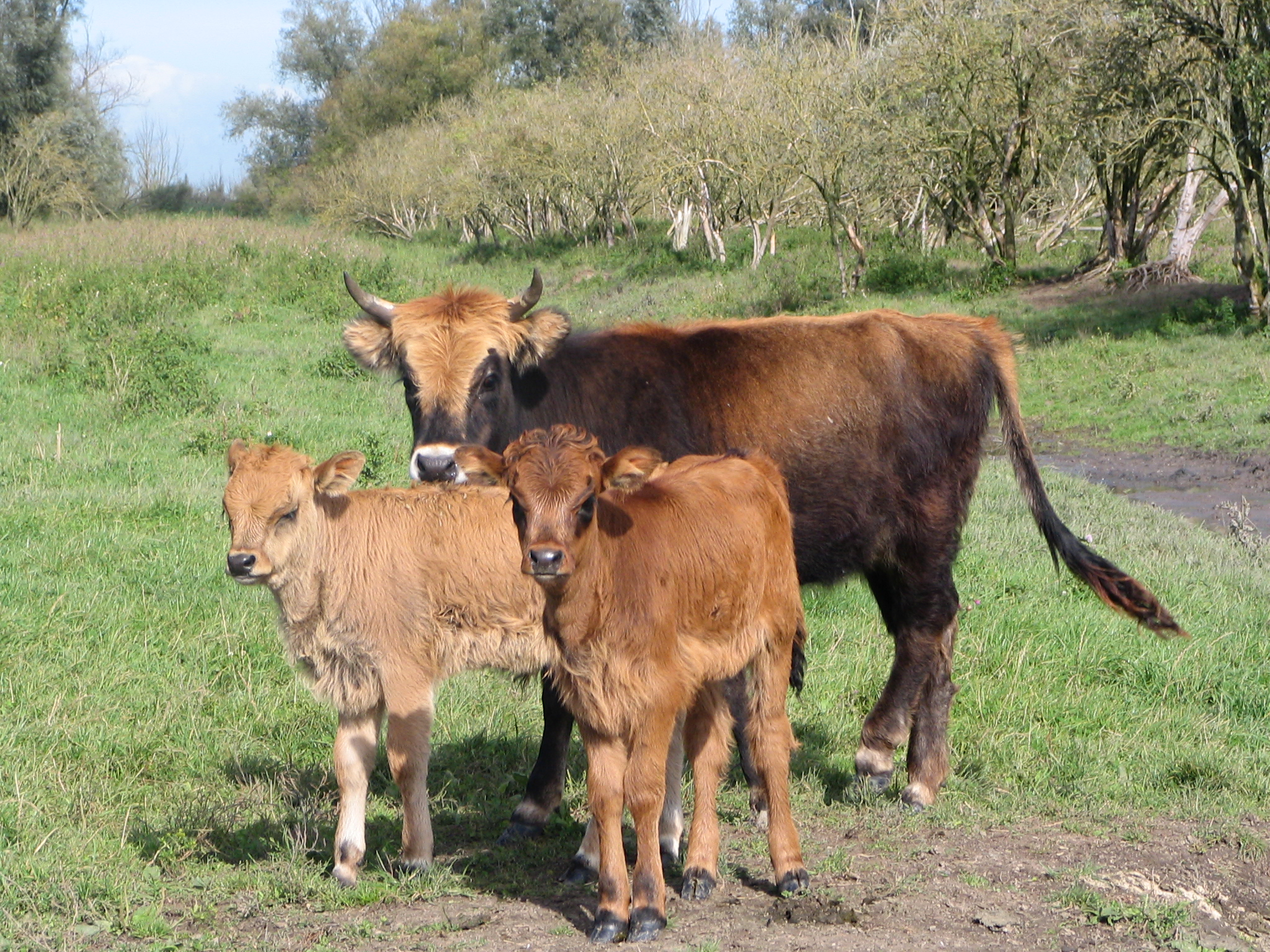
Des femelles aurochs de Heck et leurs petits.
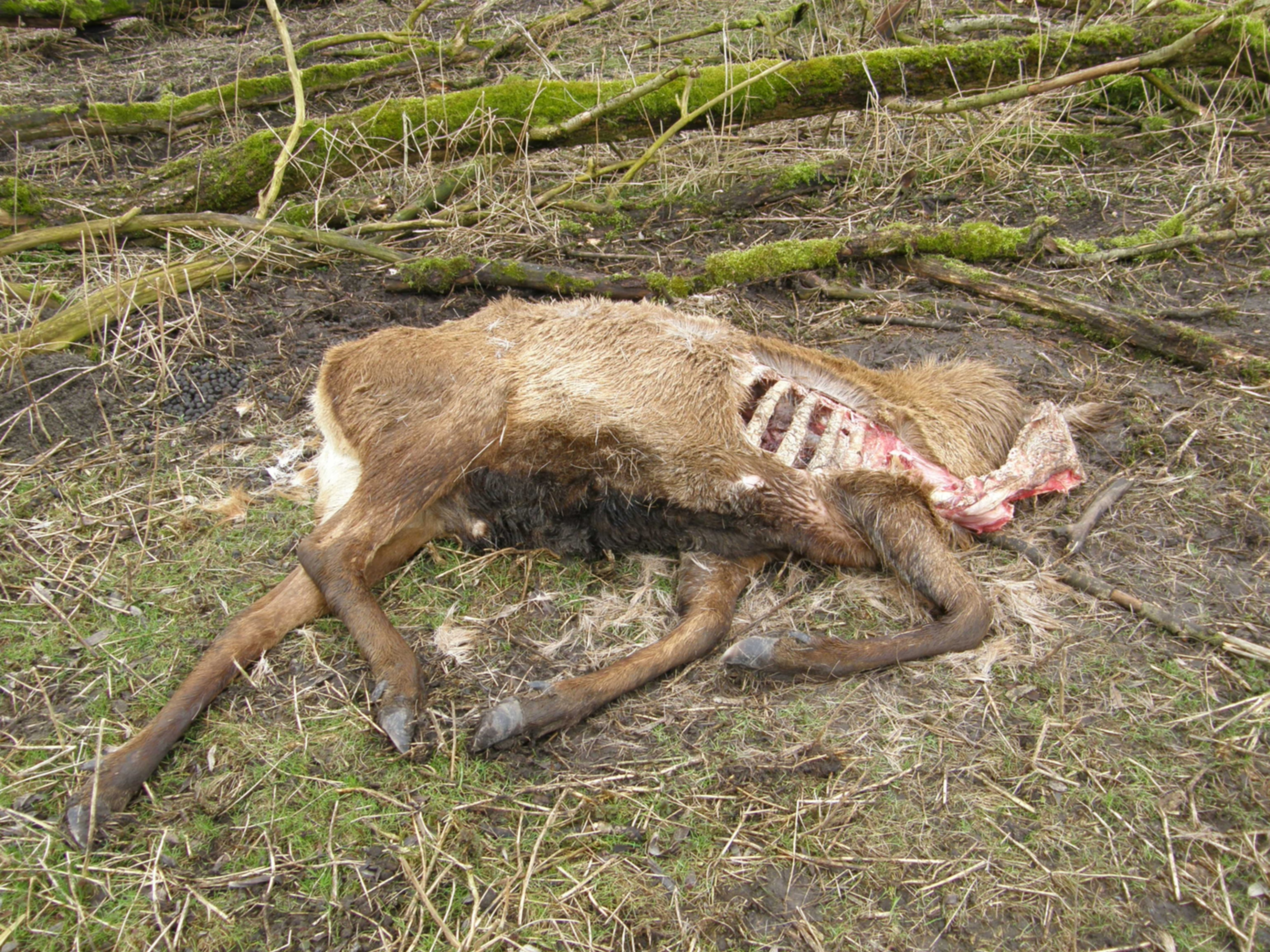
Un cerf abattu car il était trop faible, son cadavre laissé à la décomposition. Il est décapité pour décourager les chasseurs de trophées.